# Ноель Лобан
Ноель Лобан  (англ. Noel Loban, 28 квітня 1957) — британський борець, олімпійський медаліст.

## Виступи на Олімпіадах
| Літні Олімпійські ігри 1984 | Велика Британія | вільна боротьба, до 90 кг  | Бронза                           |   |
| Літні Олімпійські ігри 1988 | Велика Британія | вільна боротьба, до 100 кг | вільна боротьба, важка категорія | 7 |

### Виступи на Чемпіонатах світу
| Змагання                        | Збірна          | Вагова категорія          | Місце |
| ------------------------------- | --------------- | ------------------------- | ----- |
| Чемпіонат світу з боротьби 1987 | Велика Британія | вільна боротьба, до 90 кг | 4     |

### Виступи на Чемпіонатах Європи
| Змагання                         | Збірна          | Вагова категорія           | Місце  |
| -------------------------------- | --------------- | -------------------------- | ------ |
| Чемпіонат Європи з боротьби 1984 | Велика Британія | вільна боротьба, до 90 кг  | 7      |
| Чемпіонат Європи з боротьби 1988 | Велика Британія | вільна боротьба, до 100 кг | Срібло |

### Виступи на Чемпіонатах Європейського ринку
| Змагання                                      | Збірна          | Вагова категорія          | Місце  |
| --------------------------------------------- | --------------- | ------------------------- | ------ |
| Чемпіонат Європейського ринку з боротьби 1983 | Велика Британія | вільна боротьба, до 90 кг | Золото |

### Виступи на Чемпіонатах Співдружності
| Змагання                                | Збірна | Вагова категорія           | Місце  |
| --------------------------------------- | ------ | -------------------------- | ------ |
| Чемпіонат Співдружності з боротьби 1987 | Англія | вільна боротьба, до 100 кг | Золото |

### Виступи на Іграх Співдружності
| Змагання                | Збірна | Вагова категорія           | Місце  |
| ----------------------- | ------ | -------------------------- | ------ |
| Ігри Співдружності 1986 | Англія | вільна боротьба, до 90 кг  | Золото |
| Ігри Співдружності 1994 | Англія | вільна боротьба, до 100 кг | Срібло |

### Виступи на інших змаганнях
| Змагання                           | Збірна          | Вагова категорія           | Місце  |
| ---------------------------------- | --------------- | -------------------------- | ------ |
| Гала гран-прі FILA 1988            | Велика Британія | вільна боротьба, до 100 кг | Золото |
| Гран-прі Німеччини з боротьби 1989 | Велика Британія | вільна боротьба, до 90 кг  | Золото |
| Гран-прі Німеччини з боротьби 1994 | Англія          | вільна боротьба, до 100 кг | Бронза |